# TNFRSF10C
TNFRSF10C (англ. TNF receptor superfamily member 10c) – білок, який кодується однойменним геном, розташованим у людей на короткому плечі 8-ї хромосоми. Довжина поліпептидного ланцюга білка становить 259 амінокислот, а молекулярна маса — 27 407.
| 10         |  | 20         |  | 30         |  | 40         |  | 50         |
| ---------- |  | ---------- |  | ---------- |  | ---------- |  | ---------- |
| MARIPKTLKF |  | VVVIVAVLLP |  | VLAYSATTAR |  | QEEVPQQTVA |  | PQQQRHSFKG |
| EECPAGSHRS |  | EHTGACNPCT |  | EGVDYTNASN |  | NEPSCFPCTV |  | CKSDQKHKSS |
| CTMTRDTVCQ |  | CKEGTFRNEN |  | SPEMCRKCSR |  | CPSGEVQVSN |  | CTSWDDIQCV |
| EEFGANATVE |  | TPAAEETMNT |  | SPGTPAPAAE |  | ETMNTSPGTP |  | APAAEETMTT |
| SPGTPAPAAE |  | ETMTTSPGTP |  | APAAEETMIT |  | SPGTPASSHY |  | LSCTIVGIIV |
| LIVLLIVFV  |  |            |  |            |  |            |  |            |

A: Аланін

C: Цистеїн

D: Аспарагінова кислота

E: Глутамінова кислота

F: Фенілаланін

G: Гліцин

H: Гістидин

I: Ізолейцин

K: Лізин

L: Лейцин

M: Метіонін

N: Аспарагін

P: Пролін

Q: Глутамін

R: Аргінін

S: Серин

T: Треонін

V: Валін

W: Триптофан

Кодований геном білок за функцією належить до рецепторів. 
Задіяний у такому біологічному процесі, як апоптоз. 
Локалізований у клітинній мембрані, мембрані.